# Papilio demodocus
Papilio demodocus és una espècie de lepidòpter papilionoïdeu de la família dels papiliònids (Papilionidae). És coneguda en anglès com a papili dels cítrics o com a papallona de Nadal, ja que neixen en aquestes dates.

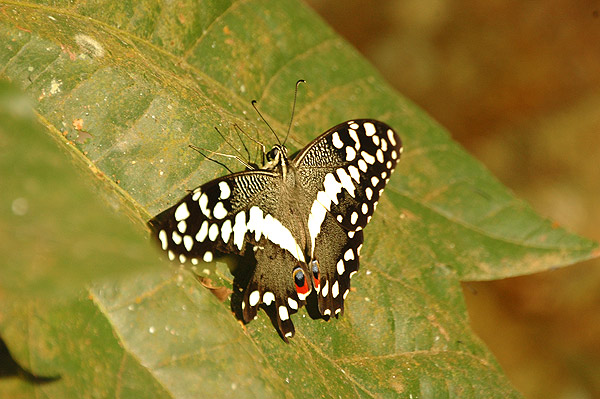
Royal Mile, Budongo W. Uganda

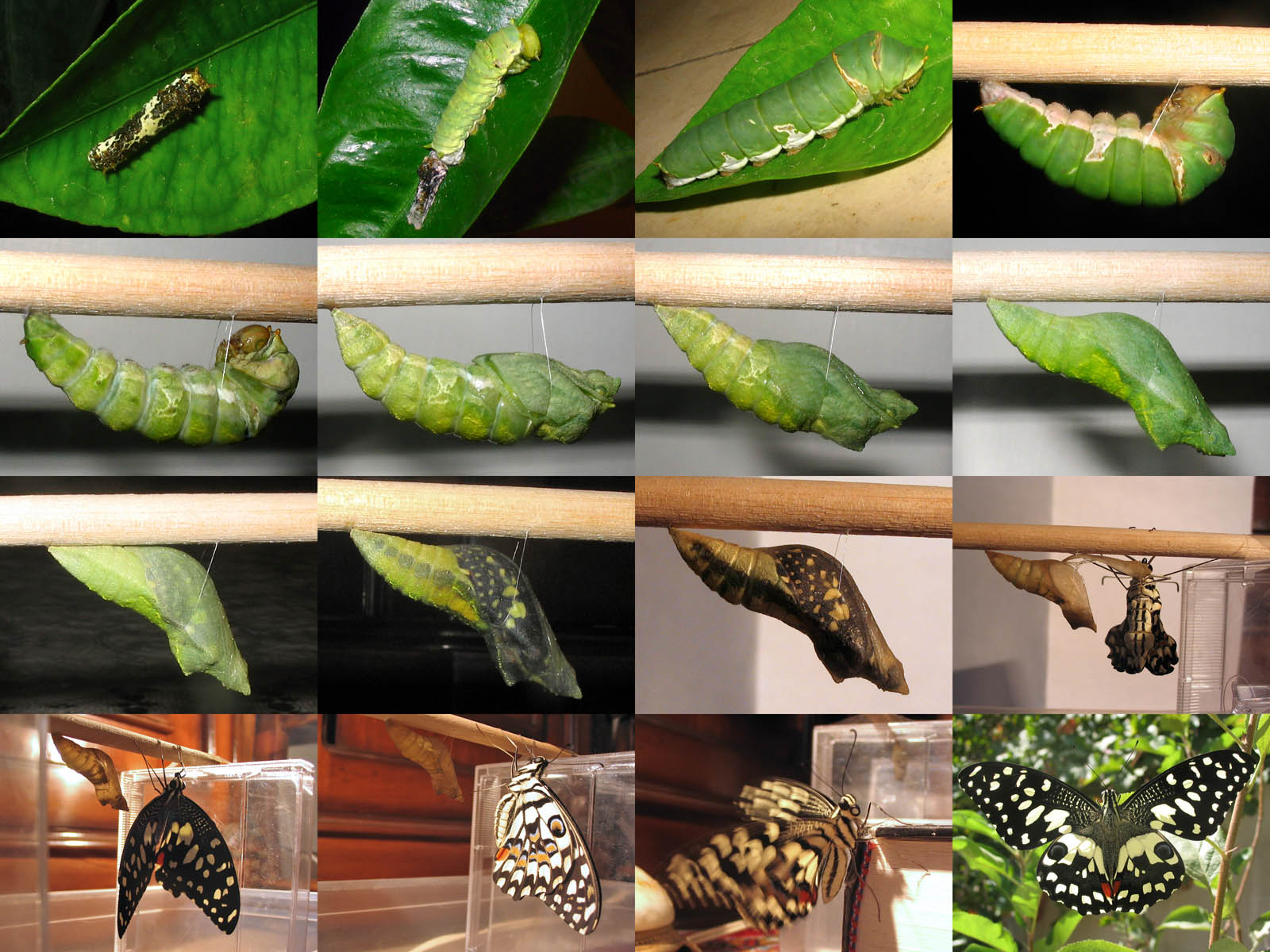

## Descripció
Aquesta papiliònid presenta una gran envergadura d'entre 9 a 12 cm.
És de color negre amb franges i taques grogues en les ales. Essent aquesta combinació de color un senyal d'alarma en el món animal, per a la Papilio demodocus representa una simple disfressa, ja que resulta totalment inofensiva. Adopta aquesta combinació cromàtica per a aprofitar-se del respecte que produeix en les altres espècies i així lliurar-se dels seus depredadors.

## Hàbitat
Viu en terres de poca altitud, incloent terrenys agrícoles on pot representar una plaga d'arbres fruiters i d'altres cultius, com ara les llegums.
Es distribueix des d'Àfrica Central fins a l'extrem sud del continent i Madagascar.